# Thysanotus formosus
Thysanotus formosus är en sparrisväxtart som beskrevs av Norman Henry Brittan. Thysanotus formosus ingår i släktet Thysanotus och familjen sparrisväxter. Inga underarter finns listade i Catalogue of Life.